# Christina Gyllenstierna

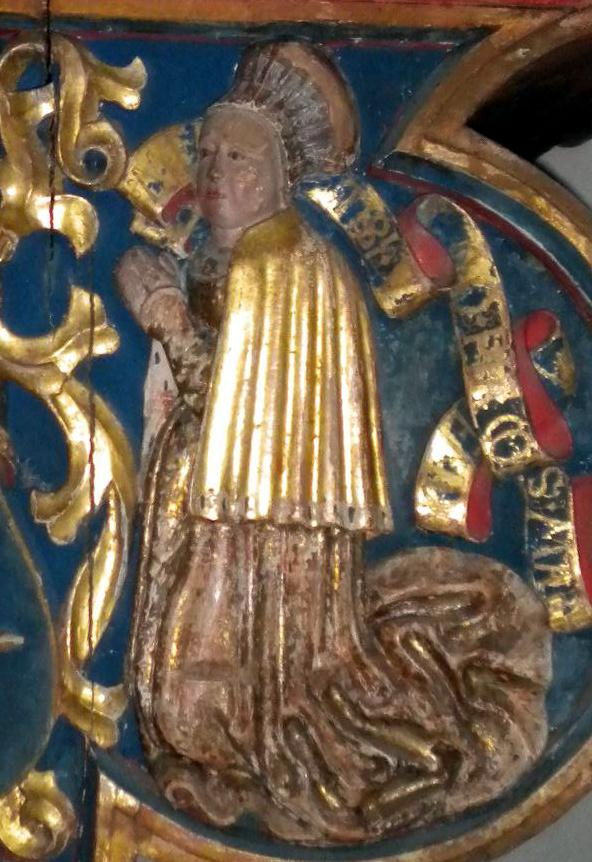
Christina Gyllenstierna an der Predella des von ihr und Sten Sture gestifteten Altars im Dom zu Västerås

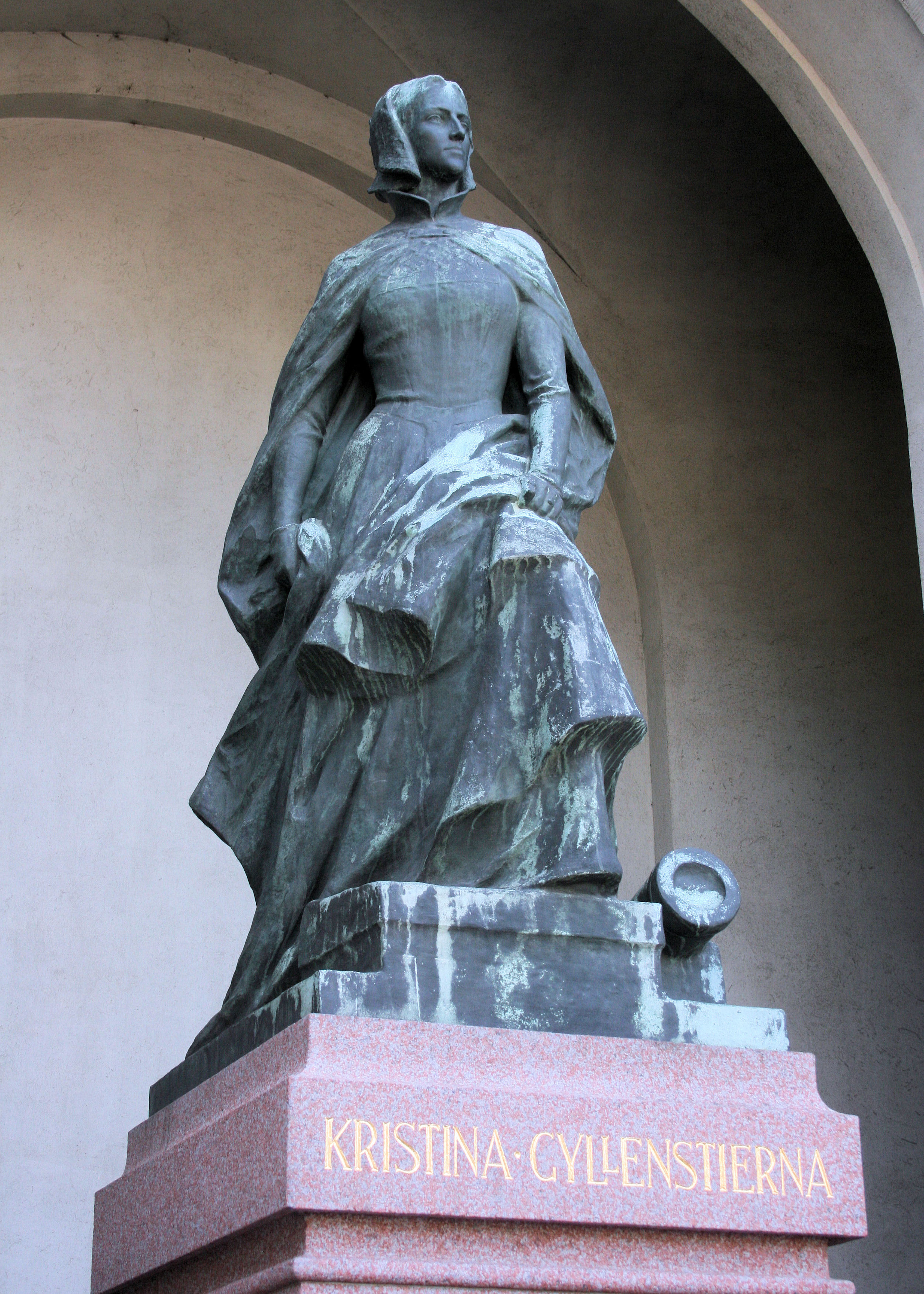
Denkmal am Stockholmer Königsschloss

Christina Nilsdotter Gyllenstierna (auch: Kristina; * 1494/95; † Januar 1559) war eine schwedische Adlige und Ehefrau des Reichsverwesers Sten Sture des Jüngeren. Nach dessen Tod setzte sie den Widerstand gegen Christian II. fort.

## Familie
Christina Nilsdotter von Fogelvik aus dem Adelsgeschlecht der Gyllenstierna hatte dänische und schwedische Wurzeln. Ihre Eltern waren der Reichsrat Nils Eriksson Gyllenstierna und Sigrid Eskilsdatter Banér († 1527). Sie hatte zwei Brüder Erik und Eskil. Ihre Halbschwester aus der ersten Ehe ihrer Mutter war Cecilia Månsdotter Eka (1475–1522), die Mutter von Gustav Vasa. Von der Seite ihres Vaters stammte sie von Karl Knutsson Bonde ab, der als Karl VIII. dreimal vom schwedischen Reichsrat zum Gegenkönig des Unionskönigs Christian I. gewählt wurde.
Sie heiratete 1511 Sten Sture den Jüngeren. Aus der Ehe stammten je drei Söhne und Töchter:
- Nils Sture (1512–1527)
- Iliana Stensdotter Sture (1514–vor 1524)
- Magdalena Stensdotter Sture (1516–1521)
- Svante Sture d. J. (1517–1567)
- Anna Stensdotter Sture (1518–vor 1524)
- Gustav Sture (1519–1520)

1527 heiratete sie auf Drängen von Gustav Vasa dessen Cousin Johan Turesson Tre Rosor († 1559). Aus dieser Ehe stammte ein Sohn:
- Gustav Johanson Tre Rosor (* 1531; † 3. April 1566).

## Leben
Christinas genauer Geburtstag und -ort ist nicht bekannt. Als Jugendliche wurde sie mit dem Ritter Nils Gädda verlobt, der jedoch schon 1508 starb. Im folgenden Jahr, am 21. Oktober 1509, kam eine neue Verlobung mit Sten Sture, dem Neffen ihres ersten Verlobten und Sohn des damaligen Reichsverwesers Svante Sture, zustande, den sie am 16. November 1511 heiratete. Der damals 18-jährige war bereits zum Gouverneur von Västergötland ernannt worden. 1512 gelang es ihm als Nachfolger seines Anfang des Jahres verstorbenen Vaters zum Reichsverweser gewählt zu werden. 1516 stiftete das Ehepaar gemeinsam den Hochaltar im Dom zu Västerås, auf dessen Predella sie mit ihren Wappen abgebildet sind.

### Kampf gegen die Kalmarer Union
Im Machtkampf um Erhalt der Kalmarer Union kam es nach einem erfolglosen Versuch, 1518–1520 die Unabhängigkeit Schwedens durchzusetzen, zum Einmarsch der Dänen in Schweden. Am 19. Januar 1520 wurde Sten Sture bei der Schlacht bei Bogesund schwer verletzt und starb am 3. Februar. Seine Witwe schickte den Kanzler Peder Jakobsson Sunnanväder zusammen mit ihrem ältesten Sohn nach Danzig, um dort um Unterstützung zu werben, und versuchte, die schwedischen Stände gegen den Einmarsch der Dänen zu einen. Zwar genoss Fru Kristina hohes Ansehen in der Bevölkerung, konnte jedoch aufgrund mangelnder Unterstützung durch den Adel nur Stockholm halten. Nach viermonatiger Belagerung willigte sie im September 1520 in den Waffenstillstand und eine damit versprochene Amnestie ein.
Nach der Krönung von Christian II. zum schwedischen König am 4. November 1520 ließ dieser jedoch auf Betreiben des Erzbischofs von Uppsala Gustav Trolle unter dem Vorwurf der Ketzerei einen Großteil des schwedischen Reichsrats, weitere Adlige und Dienstleute, sowie den Stockholmer Stadtrat und viele Bürger beim Stockholmer Blutbad hinrichten. Unter den Ermordeten waren auch Christinas beide Brüder, ihr Onkel und ihr Schwager. Die Leiche ihres Mannes wurde ausgegraben und zusammen mit der Leiche ihres kurz zuvor verstorbenen jüngsten Kindes mit den Leichen der Hingerichteten auf einem Scheiterhaufen verbrannt. Christina Gyllenstierna selbst entging nur knapp der Hinrichtung. Wie andere weibliche Mitglieder der Familie Sture wurde sie erst auf der Burg Tre Kronor gefangengehalten und 1521 mit ihren Töchtern nach Kopenhagen gebracht. Während der katastrophalen Bedingungen der Gefangenschaft im Blauen Turm starben ihre Halbschwester Cecilia Månsdotter Eka und deren Tochter Emerantia, Mutter und Schwester von Gustav Vasa, sowie vermutlich Christinas drei Töchter. Ihre Mutter Sigrid Eskilsdatter befand sich zu dieser Zeit mit Christinas Söhnen Nils und Svante im Gefängnis auf der Kalundborg.
Ein erfolgreicher Bauernaufstand unter ihrem Halbneffen Gustav Vasa führte zur Vertreibung des dänischen Königs aus Schweden und 1523 zur Bildung eines selbständigen Königreichs Schweden. Der neue König erkannte Trolle nicht als Erzbischof an, was zur Lösung von der römisch-katholischen Kirche und zur Bildung der lutherischen Staatskirche führte.

### Unter Gustav Vasas Regierung
Im Januar 1524 begnadigte der durch den Sturz von Christian II. an die Macht gekommene dänische König Friedrich I. Christina Gyllenstierna. Sie kehrte mit ihrem ältesten Sohn Nils und ihrer Mutter nach Schweden zurück, während der jüngere Sohn Svante in Dänemark blieb und dort seine Ausbildung fortsetzte.
Während Peder Jakobsson Sunnanväder, der unter Sture Kanzler gewesen war, in Dalarna einen Aufstand gegen Gustav Wasa anführte, brachte Christina ihren Sohn Nils zu ihrer Verwandten Margarete Wasa, die mit Bernd van Melen verheiratet war, nach Schloss Kalmar. Melen, zunächst ein Vertrauter des Königs, war in Ungnade gefallen, als er als schwedischer Admiral bei dem vergeblichen Versuch, Gotland zu erobern, in Verhandlungen mit dem dänischen Admiral Søren Norby eingetreten war. Bald wurden Gerüchte laut, dass Christina Norby heiraten wollte, um auf diesem Weg ihrem Sohn Nils Stensson den Weg auf den Thron zu ebnen. Norby hielt dem abgesetzte Christian II. immer noch die Treue. Während Christian II. die Ehe seines Anhängers mit Christina Gyllenstierna befürwortete, bedrängten Friedrich I. und Gustav Wasa sie, auf die Eheschließung zu verzichten. Nachdem Gustav Wasa im Juli 1525 Kalmar nach mehrwöchiger Belagerung erobert und den vierzehnjährigen Nils an seinen Hof mitgenommen hatte, erklärte Christina Gyllenstierna, dass sie und Norby nie vorgehabt hätten zu heiraten. Um sicherzugehen, dass sie keine Ehe mit einem seiner Gegner schloss, vermittelte der König unverzüglich ihre zweite Ehe mit seinem getreuen Cousin Johann Turesson Tre Rosor. Die Hochzeit fand am 11. August 1527 statt. Das Verhältnis zwischen dem König und seiner Tante blieb angespannt. Nach dem Tod ihrer Mutter 1527 zogen sich die Streitigkeiten um deren Erbe bis 1550 hin.
Christinas ältester Sohn Nils starb 1527 (angeblich) an der Pest. Wenig später gab sich in Dalarna, wo erneut ein Aufstand gegen Gustav Wasa ausgebrochen war, ein junger Mann als Nils Sture aus und beanspruchte den Thron für sich. Vor einer Gegenüberstellung mit seiner angeblichen Mutter entfloh er nach Norwegen zu Olav Engelbrektsson und Vincens Lunge, von wo aus er auf ein Gerücht vom Tod des Königs hin zusammen mit den norwegischen Aufständischen einen Überfall auf Schweden versuchte. Als sich herausstellte, dass der König am Leben war, floh der sogenannte Daljunker 1528 nach Rostock. Dort wurde er gefangen genommen. Es ist ein Brief von Christina Gyllenstierna vom 8. August 1528 erhalten, in dem sie auf Druck des Königs bestätigte, nicht die Mutter des Daljunkers zu sein. Einen Monat später wurde der Daljunker hingerichtet. In der Forschung ist umstritten, ob es sich nicht vielleicht doch um den echten Nils Stensson gehandelt haben könnte.
1529 erhoben sich in Västergotland Gegner der Reformation und dessen gewaltsamer Durchsetzung durch Gustav Vasa. An der Spitze der Aufrührer standen Christinas Schwiegervater, der Reichshofmeister Ture Jönsson (Tre Rosor), und dessen zweiter Sohn, der Dompropst Jöran Turesson. Im Auftrag des Königs verhandelte Christina mit ihrem Schwager. Die Unruhen waren schnell wieder beruhigt.
Christina Gyllenstiernas letzter überlebender Sohn aus erster Ehe, Svante Stensson Sture, lebte am Hof von Herzog Magnus von Sachsen-Lauenburg. Während der Grafenfehde fiel der Siebzehnjährige 1534 in die Hand der Lübecker, die ihn gegen Gustav Wasa zum schwedischen König machen wollten. Svante Stensson verweigerte sich jedoch der ihm von Jürgen Wullenwever zugedachten Rolle und blieb einige Wochen im Gefängnis in Lübeck. Im Herbst 1535 verbreitete sich von Lübeck aus in weiten Teilen Europas das Gerücht, dass Christinas Ehemann Johann Turesson als Oberbefehlshaber der schwedischen Truppe in der Grafenfehde König Gustav getötet habe. 
Während Gustav Vasas Ehe mit ihrer Verwandten Margareta Eriksdotter Leijonhufvud ab 1536 hatte Christina Gyllenstierna eine wichtige Rolle am Hof inne. Ihr Sohn Svante heiratete 1538 Märta Eriksdotter Leijonhufvud, die jüngere Schwester der Königin.
Christina Gyllenstierna starb im Alter von etwa 65 Jahren kurz nach ihrem zweiten Ehemann. Sie wurde wie ihre Mutter in der Kirche von Trosa beigesetzt. Nach ihrem Tod stritten ihre beiden überlebenden Söhne um ihr reiches Erbe.